# Lutkarsko pozorište u Bakuu
Lutkarsko pozorište u Bakuu (zvanično Azerbejdžanko državno lutkarsko pozorište nazvano po Abdulu Šaiku (азер. Abdulla Şaiq adına Azərbaycan Dövlət Kukla Teatrı)) je institucija kulture iz Azerbejdžana. Nalazi se na Aveniji Neftčiler u Bakuu. Zgrada pozorišta je izgrađena 1910. godine prema nacrtima poljskog arhitekte Jozefa Poska i u početku je služila kao francuski renesansi bioskop „Fenomen“.
Lutkarsko pozorište u svojoj kolekciji ima lutke veličine od nekoliko centimetara pa do udvostručene veličine odraslog čoveka.

## Bioskop Fenomen
Zgrada pozorišta podignuta je na Baku Bulevaru, u periodu pre izgradnje i uređenje prostora. Kada je bioskop otvorenu u junu 1910. godine, administracija je bioskop reklamirala ističući karakteristiku brze promene vazduha uz pomoć ozonatora koji su osvežavali prostor na svakih 15 minuta.
Bioskopska sala bila je 24 m dužine i 11 m širine, sa tavanicom visine 10 m. U parteru je bilo 400 sedišta. Pored toga, sala je imala sedam loža i tri verande.

## Istorija zgrade
Prvi vlasnik bioskopa Fenomen bio je M. Gofman. Pored redovnog prikazivanja filmova, Gofman je iznajmljivao prostor i za druge aktivnosti. Nekoliko godina po otvaranju bioskopa, gradska vlast je dozvolila proširenje zgrade. Kao rezultat toga, arhitektonski izgled eksterijera upotpunili su spomenici četiri mitološka lika: Merkura, Posejdona, Afrodite i Bahusa.
Godine 1921, bioskop je adaptiran prema projekt azerbejdžanskog arhitekte Živara bej Ahmedbejova, za potrebe pozorišta Satiragite. Do 1931. godine, Fenomen je poslovao kao bioskop, kockarnica, Pozorište Satiragite, Pozorište komedije i Muzej poljoprivrednih dostignuća. Prvi prikazani spektakl bila je predstava Cirkus, odigrana 1932. godine.
Pozorište lutaka poslovalo je zasebno i samostalno u periodu od osnivanja pa sve do 1941. godine. Kasnije su u sklopu pozorišta pridružena državna filharmonija i Pozorište mladih. Godine 1964. pozorište je dobilo status državnog pozorišta. 

## Istorija Lutkarskog pozorišta
Ideju o osnivanju državnog Lutkarskog pozorišta propagirala je direktorka Pozorišnog muzeja, glumica Mola Agha Babirli. Na inicijativu aktivista, pozorište je osnovano 1931. godine odlukom Komisije za obrazovanje. Prvi spektakl pozorišta bila j epredstava Cirkus koja je premijerno prikazana 1932. godine.
Pored dečijih predstava, od 1975. godine, izvode se i predstave namenjene odrasloj publici.

## Galerija
- Zgrada pozorišta
- Zgrada pozorišta
- Zgrada pozorišta
- Zgrada pozorišta
- Zgrada pozorišta

## Spoljašnje veze
- Zvanični veb-sajt (језик: азерски) (језик: енглески) (језик: руски)
- Lutkarsko pozorište u Bakuu na zvaničnom veb-sajtu Baku Bulevara (језик: азерски) (језик: енглески) (језик: руски)
- Lutkarsko pozorište u Bakuu, projektovano iz drona. Jutjub video iz ambasade Poljske u Bakuu (језик: енглески)